# Marguerite Frank
Pour les articles homonymes, voir Frank.
Marguerite Straus Frank, née le 8 septembre 1927 à Paris et morte le 11 décembre 2024 à Palo Alto, est une mathématicienne franco-américaine, pionnière dans la théorie de l'optimisation convexe et de la programmation mathématique.

## Carrière
Après avoir fréquenté l'enseignement secondaire à Paris et à Toronto, elle contribue en grande partie au domaine des algèbres de lie, qui plus tard devient le sujet de sa thèse de doctorat, et à la théorie du transport. En 1956 elle soutient sa thèse intitulée New Simple Lie Algebras sous la direction d'Abraham Adrian Albert.

Elle a été l'une des premières femmes titulaire d'un doctorat en mathématiques à l'université Harvard.
Avec Philip Wolfe en 1956 à l'université de Princeton, elle invente l'algorithme de Frank-Wolfe, un processus itératif de la méthode d'optimisation pour des problèmes non-linéaires contraints généraux. Alors que la programmation linéaire est populaire à l'époque, l'article marque un changement important de paradigme pour une optimisation convexe non-linéaire plus générale.

En 1977, elle devient professeure associée à l'université Columbia, avant de passer à l'université Rider. Marguerite Frank est professeure à l'université Stanford (1985-1990), et à l'École supérieure des sciences économiques et commerciales de Paris (1991).
Elle est élue membre de l'Académie des sciences de New York en 1981.

## Vie personnelle
Marguerite Frank est née en France et a migré aux États-Unis au cours de la guerre en 1939. Elle est mariée à Joseph Frank, professeur de littérature à l'université Stanford, biographe et critique de Dostoïevski.

## Sélection de publications
- Frank, M, « A New Class of Simple Lie Algebras », Proceedings of the National Academy of Sciences, vol. 40, no 8,‎ 1954, p. 713–719 (DOI 10.1073/pnas.40.8.713, Bibcode 1954PNAS...40..713F, lire en ligne)
- M. Frank et P. Wolfe, « An algorithm for quadratic programming », Naval Research Logistics Quarterly, vol. 3,‎ 1956, p. 95 (DOI 10.1002/nav.3800030109)
- M. Frank, « Two New Classes of Simple Lie Algebras », Transactions of the American Mathematical Society, vol. 112, no 3,‎ 1964, p. 456 (DOI 10.2307/1994156, JSTOR 1994156)
- M. Frank, « A New Simple Lie Algebra of Characteristic Three », Proceedings of the American Mathematical Society, vol. 38,‎ 1973, p. 43 (DOI 10.2307/2038767, JSTOR 2038767)
- M. Frank, « The Braess paradox », Mathematical Programming, vol. 20,‎ 1981, p. 283 (DOI 10.1007/BF01589354)
- M. Frank et R. H. Mladineo, « Computer generation of network cost from one link's equilibrium data », Annals of Operations Research, vol. 44, no 3,‎ 1993, p. 261 (DOI 10.1007/BF02072642)